# Pianta aromatica
Il termine pianta aromatica indica piante contenenti sostanze di odore gradevole, gli aromi, ricchi di oli essenziali, la cui funzione biologica si ipotizza possa essere: di difesa dagli insetti fitofagi, per i quali risultano repellenti; di stimolanti il metabolismo vegetale; nei fiori di attrazione per gli insetti pronubi; di agenti allelopatici per la difesa e la competizione con altre specie, e di difesa dagli erbivori. Ha ormai poco peso, per ovvie ragioni evoluzionistiche, la teoria che gli oli essenziali siano semplicemente inerti sostanze di scarto del catabolismo, dato che essi non sono inerti e la loro creazione e compartimentazione specifica comporta una spesa di energie che risulterebbe poco adattiva. Spesso vengono confuse con le spezie, ma queste vengono usate secche.

## Descrizione
Nei vegetali la produzione di sostanze aromatiche può essere distribuita in tutta la pianta o localizzata in determinati organi, come:
- Semi: finocchio, cappero, ginepro, aneto, anice verde, cumino romano, alloro, ecc...
- Bulbi o radici: cipolla, aglio, scalogno, calamo aromatico, ecc...
- Foglie: borragine, melissa, erba cipollina, dragoncello, balsamita, rosmarino, salvia, timo, santoreggia, rucola, ecc...
- Legno: sandalo, cannella, ecc...
- Fiori: origano, maggiorana, calendula, lavanda, issopo, ecc...

Ci possono essere inoltre fasi vegetative in cui la presenza di sostanze aromatiche raggiunge il massimo della produzione (per esempio subito prima della massima fioritura).
Le piante aromatiche possono essere specie arboree (per esempio Citrus, eucalipto), arbustive (per esempio rosmarino, ginepro) o più frequentemente erbacee annuali, biennali, perenni.
La produzione di sostanze aromatiche può avvenire con la raccolta di specie spontanee, ma normalmente si coltivano come specie orticole, per garantire le quantità e qualità richieste dal mercato.
Molte piante aromatiche hanno anche proprietà medicinali e officinali (come ad esempio la menta), ma vengono generalmente utilizzate:
- In cucina come spezie per insaporire i cibi, o prolungare la conservabilità di alcune pietanze
- In erboristeria fresche o più frequentemente essiccate per la preparazione di infusi o bevande dissetanti
- Industrialmente per la preparazione di liquori o amari
- In profumeria per la preparazione artigianale di profumi, pomate e creme
- Nelle industrie chimiche per l'estrazione delle essenze destinate alle industrie alimentari, cosmetiche e farmaceutiche (sempre di più sostituite dagli aromi di sintesi, meno costosi e con caratteristiche costanti)
- In alcune religioni, gli aromi sviluppati dalle gommoresine e dai balsami sono parte integrante o accessoria della liturgia.

## Elenco delle specie
Di seguito vengono elencate in ordine alfabetico, secondo il nome scientifico e comune, le piante aromatiche più frequentemente coltivate o spontanee in Italia:
| Nome scientifico       | Nome comune                   |
| ---------------------- | ----------------------------- |
| Acorus calamus         | Calamo aromatico              |
| Allium cepa            | Cipolla                       |
| Allium sativum         | Aglio                         |
| Allium ursinum         | Aglio orsino                  |
| Allium schoenoprasum   | Erba Cipollina                |
| Anethum graveolens     | Aneto                         |
| Angelica archangelica  | Angelica                      |
| Anthemis nobilis       | Camomilla romana              |
| Armoracia rusticana    | rafano o cren                 |
| Artemisia absinthium   | Assenzio maggiore             |
| Artemisia dracunculus  | dragoncello o estragone       |
| Artemisia vulgaris     | Artemisia                     |
| Borago officinalis     | borragine                     |
| Citrus aurantium       | Arancio amaro                 |
| Citrus bergamia        | Bergamotto                    |
| Citrus limon           | Limone                        |
| Citrus medica          | Cedro                         |
| Citrus japonica        | kumquat o fortunella          |
| Citrus maxima          | pomelo o pummelo              |
| Citrus myrtifolia      | Chinotto                      |
| Clinopodium nepeta     | nepitella o mentuccia comune  |
| Coriandrum sativum     | Coriandolo                    |
| Crocus sativus         | Zafferano vero                |
| Cuminum cyminum        | Cumino romano                 |
| Eruca vesicaria        | rucola o ruchetta             |
| Erythraea centaurium   | Centaura minore               |
| Foeniculum vulgare     | Finocchio selvatico           |
| Gentiana acaulis       | Genzianella                   |
| Gentiana lutea         | Genziana maggiore             |
| Glycyrrhiza glabra     | Liquirizia                    |
| Helichrysum italicum   | Elicriso italico              |
| Humulus lupulus        | Luppolo                       |
| Hypericum perforatum   | iperico o erba san giovanni   |
| Hyssopus officinalis   | Issopo                        |
| Juniperus communis     | Ginepro comune                |
| Laurus nobilis         | alloro o lauro                |
| Lavandula angustifolia | Lavanda officinale            |
| Levisticum officinale  | levistico o sedano di monte   |
| Matricaria chamomilla  | Camomilla comune              |
| Melissa officinalis    | Melissa                       |
| Mentha arvensis        | Menta campestre               |
| Myrrhis odorata        | Finocchiella                  |
| Oenanthe aquatica      | Fellandrio                    |
| Ocimum basilicum       | Basilico                      |
| Origanum majorana      | Maggiorana                    |
| Origanum vulgare       | Origano                       |
| Pelargonium            | Pelargonio o geranio          |
| Petroselinum hortense  | Prezzemolo                    |
| Pimpinella anisum      | Anice verde                   |
| Raphanus raphanistrum  | ravanello selvatico           |
| Rheum palmatum         | Rabarbaro                     |
| Rosa canina            | Rosa canina                   |
| Rosmarinus officinalis | Rosmarino                     |
| Salvia officinalis     | Salvia comune                 |
| Salvia sclarea         | salvia Sclarea                |
| Satureja montana       | santoreggia montana           |
| Tanacetum balsamita    | erba san pietro o menta graca |
| Tanacetum vulgare      | Tanaceto o erba amara         |
| Teucrium chamaedrys    | Camedrio                      |
| Thymus vulgaris        | Timo maggiore                 |
| Valeriana officinalis  | Valeriana comune              |
| Viola odorata          | Viola mammola                 |